# 江安州
江安州，南宋时设置的州。
景定二年（1261年）改泸州置，治所在泸川县（今四川省泸州市）。属潼川府路。辖境相当今四川省泸州、合江、江安、赤水等市县地。元朝，复为泸州。